# Dianthus aydogdui
Dianthus aydogdui Menemen & Hamzaoğlu är en nejlikväxt.

## Beskrivning
Dianthus aydogdui ingår i släktet nejlikor, och familjen nejlikväxter.
Inga underarter finns listade i Catalogue of Life.

## Habitat
Tuz Gölü, Anatolien, Turkiet, 950 m ö h.

## Etymologi
- Släktet Dtanthus härleds från grekiska Διας (Dias), ett alternativt namn på den romerska guden Zeus + αντος (anthos) = blomma. Betydelsen blir Zeus blomma. Detta använde redan Theofrastos som namn på en blomma, 300 år före vår tideräkning.